# Il carnevale di Venezia (opera)
Il carnevale di Venezia, ovvero Le precauzioni è un'opera in tre atti di Errico Petrella su libretto di Marco D'Arienzo. La prima rappresentazione ebbe luogo al Teatro Nuovo di Napoli il 20 maggio 1851. Tra gli interpreti il soprano Clotilde Martinelli (Romilla), il contralto Carolina D'Amora (Mimosa) e il baritono Valentino Fioravanti (Pilade); il direttore era Michele Di Natale.
L'opera ebbe un grandissimo successo. Petrella gestisce la vicenda con «grande vivacità e humour», ma è carente nell'uso della melodia in favore di un ampio uso del parlante (declamato con accompagnamento dell'orchestra). Questo attirò le critiche di Giuseppe Verdi, che confrontò il lavoro di Petrella con le opere di Luigi Ricci, sostenendo che quest'ultimo facesse un uso migliore dei parlanti, e avesse maggiori capacità nell'impiego di piacevoli motivi musicali per sostenere il procedere dell'azione.

## Trama
Luogo: Venezia
Epoca: Ultimi giorni di carnevale
Albina e Romilla sono le figlie del mercante Muzio, che le tiene sotto stretta sorveglianza per evitare che vengano sedotte da corteggiatori indesiderati.
Le due ragazze, sfruttando l'ingenuità dello sciocco servo Cola, a cui Muzio le ha affidate dovendosi assentare, riescono a incontrarsi con Oreste e Pilade, due noti rubacuori, e vanno con loro in un locale, dove vengono sorprese dal padre che le riconduce a casa.
Oreste e Pilade però non si danno per vinti e riescono a introdursi nelle stanze di Albina e Romilla. Quando vengono sorpresi da Muzio, chiedono la mano delle sue figlie. Muzio accetta, perché teme che le ragazze vengano disonorate, e acconsente anche al matrimonio tra la sorella Mimosa e il conte Bietola, che aveva aiutato Oreste e Pilade a corteggiare Albina e Romilla.